# U.S. Route 136 (Illinois)
La U.S. Route 136 o Ruta Federal 136 (abreviada US 136) es una autopista federal ubicada en el estado de Illinois. La autopista inicia en el oeste desde la US 136     en Keokuk hacia el este en la frontera con Indiana. La autopista tiene una longitud de 363,6 km (225.95 mi).

## Mantenimiento
Al igual que las carreteras estatales, las carreteras interestatales, y el resto de rutas federales, la U.S. Route 136 es administrada y mantenida por el Departamento de Transporte de Illinois por sus siglas en inglés IDOT.

## Cruces
La U.S. Route 136 es atravesada principalmente por la  I 155  I 55  I 74  I 57 .